# Pokémon, la película: Mewtwo vs. Mew
Pokémon, la película: Mewtwo vs. Mew es la primera película basada en la serie de anime Pokémon. Está protagonizada por los Pokémon Legendarios Mewtwo y Mew.
La película se compone de 3 segmentos; Las vacaciones de Pikachu, un corto de 20 minutos el cual se centra en su mayoría en el pokémon Pikachu. El Origen de Mewtwo un corto de 10 minutos el cual es un prólogo de la película principal, y Mewtwo Strikes Back, la cual dura 85 minutos. Sin embargo, en la versión estadounidense de la película, 4Kids omitió el corto The Origin of Mewtwo debido a que su argumento era muy oscuro, dejando la película en 75 minutos. El corto fue reintegrado en película, únicamente para sus lanzamientos en DVD y Blu-ray.

## Argumento
Cronológicamente, la película se encuentra situada antes (mientras Mewtwo estaba con Giovanni) y después (resto de sucesos ocurridos en la película) de la llegada de Ash Ketchum al gimnasio de Ciudad Verde para conseguir su última medalla para participar en la Liga Pokémon de la región Kanto.
La principal organización criminal en el mundo Pokémon, el Team Rocket, dirigida por su líder; Giovanni, desea un Pokémon tan fuerte como ninguno para ser usado como arma militar para la conquista del mundo. Por ello, Giovanni financia la creación de un genéticamente poderoso "super-clon" del extremadamente raro y poderoso Pokémon Mew. El proyecto, con el nombre clave Mewtwo, enoja a la criatura que despierta y destruye el laboratorio, matando a todos los científicos en el proceso tras descubrir su origen. Giovanni llega, intentando presentarse a sí mismo y hacer que Mewtwo sea su aliado, creyendo encontrar su verdadero propósito en la vida. En las siguientes semanas, Giovanni asigna a Mewtwo a una amplia selección de operaciones criminales del Team Rocket que incluyen la captura de Pokémon salvajes, entre otros. Tiempo después, Mewtwo descubre la verdad de Giovanni sobre su existencia.
Intentando calmar la ira de Mewtwo, Giovanni le ordena detener sus acciones, posiblemente provocando aún más la furia de Mewtwo dando como resultado la destrucción de la base de operaciones del Team Rocket. Mewtwo entonces abandona a Giovanni y vuela sobre las ruinas del laboratorio donde fue creado. Así Mewtwo decide encontrar su propio objetivo en la vida, y llevar a cabo su venganza sobre los seres humanos mediante la destrucción de la vida en la tierra. Por otro lado, Ash Ketchum, sus amigos Misty y Brock, reciben una invitación para viajar a una misteriosa isla cercana a la costa llamada "Isla Nueva" para encontrarse y enfrentarse en una tradicional batalla Pokémon contra alguien que se anuncia como el "Maestro Pokémon más grande del mundo".
Cuando Ash, Misty y Brock finalmente llegan a Isla Nueva, son guiados por la asistente del Maestro Pokémon al salón principal donde solo tres entrenadores llamados Corey, Fergus y Neesha lograron llegar a la isla. Repentinamente, el Maestro aparece, y no es otro que Mewtwo. Asimismo, Mewtwo libera a su asistente de su control, y se descubre que ella es en verdad la Enfermera Joy extraviada. Mewtwo reta a los entrenadores a un combate, despertando a sus clones Venusaur, Charizard y Blastoise para combatir. El Venusaur de Corey, el Blastoise de Neesha y el Charizard de Ash fallan en vencer a sus dobles, y como "premio", Mewtwo captura a los Pokémon de los entrenadores con la intención de clonarlos. Ash se prepara para confrontar a Mewtwo de inmediato al reunir a los Pokémon originales y preparándolos para combatir a la armada de clones en una batalla. Ash intenta atacar a Mewtwo, pero es fieramente lanzado hacia un muro, solo salvado por la intervención de Mew.
Mewtwo aprovecha la oportunidad y libra una batalla con Mew así como los Pokémon naturales y los clones combaten entre sí. Mew se niega a luchar al principio evitando los ataques de su rival. Cuando el conflicto de Mewtwo y Mew llega a su clímax, lanzan sus poderes para una confrontación final, sin embargo, desesperado por detener la pelea, Ash se lanza en medio de la confrontación recibiendo los dos ataques al mismo tiempo. En el centro de la arena, Ash colapsa al recibir los ataques y su cuerpo se convierte en piedra. Pikachu trata de despertar a Ash usando su ataque eléctrico para revivirlo, pero sus esfuerzos son en vano y esto hace que Pikachu se llena de dolor y llora por su amigo. Mewtwo se sorprende por el suceso, y los otros Pokémon sufren por la innecesaria pérdida de vida. Sus lágrimas muestran un inexplicable milagro que al parecer, las lágrimas de los Pokémon están llenas de vida, y así Ash es revivido por ellos.
Mewtwo se rinde, habiendo descubierto que no importa cómo nace uno y que tanto los clones como los originales tiene valor. Mewtwo entonces borra la memoria de todos los involucrados en estos sucesos y los devuelve al lugar donde se encontraban antes de salir a Isla Nueva. Destruye el laboratorio y viaja con su grupo de clones buscando un lugar donde puedan vivir en paz. Sin embargo, aunque Mewtwo borró los recuerdos de Ash en Isla Nueva, aún es el blanco de Giovanni, quien realiza otro plan para trata de capturar y poner a Mewtwo bajo su voluntad.

## Doblaje
| Nombre del Personaje      | Actor de Voz (Japón) | Actor de Voz (Estados Unidos) | Actor de Voz (España)  | Actor de Voz (Hispanoamérica) |
| ------------------------- | -------------------- | ----------------------------- | ---------------------- | ----------------------------- |
| Ash Ketchum               | Rika Matsumoto       | Veronica Taylor               | Adolfo Moreno          | Gabriel Ramos                 |
| Misty                     | Mayumi Iizuka        | Rachael Lillis                | Miriam Valencia        | Xóchitl Ugarte                |
| Brock                     | Yūji Ueda            | Eric Stuart                   | Javier Balas           | Gabriel Gama                  |
| Jessie                    | Megumi Hayashibara   | Rachael Lillis                | Amparo Valencia        | Diana Pérez                   |
| James                     | Shinichirō Miki      | Eric Stuart                   | Iván Jara              | José Antonio Macías           |
| Meowth                    | Inuko Inuyama        | Maddie Blaustein              | José Escobosa          | Gerardo Vázquez               |
| Giovanni                  | Hirotaka Suzuoki     | Ted Lewis                     | Ruperto Ares           | Alejandro Villeli             |
| Mewtwo                    | Masachika Ichimura   | Jay Goede                     | Luis Bajo              | Enrique Mederos(†)            |
| Corey                     | Tōru Furuya          | Ted Lewis                     | Jesús Alberto Pinillos | Gerardo del Valle             |
| Neesha                    | Aiko Satō            | Lisa Ortiz                    | Adelaida López         | Ana Lobo                      |
| Fergus                    | Wataru Takagi        | James Carter Cathcart         | Juan Logar Jr.         | Benjamin Rivera               |
| Enfermera Joy             | Ayako Shiraishi      | Megan Hollingshead            | Pilar Martín           | Christine Byrd                |
| Oficial Jenny/Agente Mara | Chinami Nishimura    | Lee Quick                     | Valle Acebrón(†)       | Mayra Arellano                |
| Miranda                   | Sachiko Kobayashi    | Kayzie Rogers                 | Ana García Olivares    | Ishtar Saenz                  |
| Dr. Fuji                  | Yousuke Akimoto      | Jay Goede                     | Roberto Encinas        | Esteban Siller                |
| Raymond                   | Raymond Johnson      | Maddie Blaustein              | Pablo Sevilla          | Eduardo Garza                 |
| Narrador                  | Unshō Ishizuka       | Rodger Parsons                | Eduardo del Hoyo       | Gerardo Vázquez               |

## Diferencias entre las versiones japonesa y americana
- De acuerdo a los comentarios del director, la edición americana del film contiene efectos de CGI que no fueron incluidos en la versión original japonesa. Estos incluyen aspectos realísticos de las nubes, y animaciones más enfocadas de las puertas en Isla Nueva. Estos efectos pueden ser vistos en el Blu-ray japonés.
- En la versión americana, el Team-Rocket se disfraza como vikingos, y Ash dice que probablemente jueguen fútbol americano, una referencia al equipo de fútbol de los Vikingos de Minnesota (en la versión en inglés dice que vienen de Minnesota).
- En la versión original japonesa, Mewtwo está enfadado por haber sido creado de forma artificial y no natural, e intenta conquistar el mundo para probar el por qué está vivo. En el doblaje americano, las referencias a Dios fueron retiradas y la conquista del mundo es para el beneficio de sus Pokémon clonados.
- Durante la batalla entre los Pokémon y sus respectivos clones, la música que suena de fondo es diferente en ambas versiones. En la versión japonesa es instrumental y en la americana se puede escuchar "Brother My Brother" del grupo Blessid Union of Souls.
- En la versión japonesa, la armadura que Giovanni le pone a Mewtwo, suprime la mayor parte de sus poderes, pero en la versión americana dicha armadura le ayuda a controlarlos.

## Mewtwo Strikes Back Evolution (2019)
En 2019, se estrenó un remake de la película realizada con Imagen generada por computadora titulada "Pokemon: Mewtwo Strikes Back Evolution" usando animación 3D que pasó a ser la película número 22 de la saga.
La película está dirigida por Kunihiko Yuyama y Motonori Sakakibara. En Japón se estrenó el 12 de julio de 2019 y llegó al resto de países a través de Netflix el 27 de febrero de 2020, como parte de la celebración del Pokémon Day. La trama de la película y cada uno de los sucesos son exactamente los mismos de la película original. Este remake hizo muy pocas modificaciones. La crítica y recepción de la película tuvo opiniones mixtas.

## Recepción
Mewtwo vs. Mew recibió críticas negativas por parte de la crítica especializada, pero mixtas a positivas por parte de la audiencia y los fanes. En el sitio web Rotten Tomatoes la película tiene una aprobación de 14 %, basada en 79 reseñas, con una puntuación promedio de 3.6/10, mientras que de parte de la audiencia tiene una más alta aprobación de 62 %, basada en más de 68 000 votos, con una puntuación de 3.0/5. En Metacritic la película tiene una calificación de 35 sobre 100, basada en 25 reseñas, indicando "reseñas generalmente desfavorables".
En el sitio web IMDb tiene una puntuación de 5.9 basada en más de 29 000 votos. En la página Anime News Network posee una puntuación aproximada de 6 (decente), basada en más de 1800 votos, mientras que en MyAnimeList tiene una calificación de 7.7, basada en más de 66 000 votos.